# Bend Studio
Bend Studio é uma desenvolvedora de jogos eletrônicos localizada em Bend, cidade localizada no estado norte-americano de Oregon. É propriedade da Sony Interactive Entertainment (SIE) e desenvolvedora da série Syphon Filter. Anteriormente, era conhecida como Sony Bend Eidetic Inc. até sua aquisição pela SIE em 2000. Antes de desenvolverem Syphon Filter, eles desenvolveram Bubsy 3D para o PlayStation.

## Jogos
| Ano  | Título                          | Plataforma(s)                      |
| ---- | ------------------------------- | ---------------------------------- |
| 1996 | Bubsy 3D                        | PlayStation                        |
| 1999 | Syphon Filter                   | PlayStation                        |
| 2000 | Syphon Filter 2                 | PlayStation                        |
| 2001 | Syphon Filter 3                 | PlayStation                        |
| 2004 | Syphon Filter: The Omega Strain | PlayStation 2                      |
| 2006 | Syphon Filter: Dark Mirror      | PlayStation Portable PlayStation 2 |
| 2007 | Syphon Filter: Logan's Shadow   | PlayStation Portable PlayStation 2 |
| 2009 | Resistance: Retribution         | PlayStation Portable               |
| 2011 | Uncharted: Golden Abyss         | PlayStation Vita                   |
| 2012 | Uncharted: Fight for Fortune    | PlayStation Vita                   |
| 2019 | Days Gone                       | PlayStation 4                      |